# Crocidura microelongata
Crocidura microelongata є видом ссавців родини Soricidae. Він зустрічається у Індонезії. Це ендемік індонезійського острова Сулавесі, де він живе на висоті від 700 до 2600 метрів над рівнем моря. Має чорно-сіре хутро на спині та сріблясте на череві.